# SS-Panzerbrigade Westfalen
La SS-Panzerbrigade Westfalen era una brigata corazzata delle Waffen-SS. Venne costituita presso Paderborn nel marzo 1945, utilizzando uomini provenienti da una serie di unità da addestramento e della riserva. Vi fu aggregata anche un'unità di carri armati dello Heer, lo Schwere Panzerabteilung 507.
L'unità risultava quindi formata da due reggimenti, che presero il nome dai rispettivi comandanti, e dal battaglione carri prima citato.
Utilizzata praticamente subito sul fronte occidentale per cercare di contrastare le truppe statunitensi, affrontò la 3rd Armored Division tra il 30 marzo e il 1º aprile 1945 nel corso della battaglia di Paderborn subendo dure perdite; i resti della brigata vennero poi completamente distrutti in aprile presso la selva di Teutoburgo.

## Ordine di battaglia
- SS-Panzer-Aufklärer Regiment Meyer (reggimento corazzato da ricognizione ed addestramento), comandato dall'SS-Sturmbannführer Meyer, su tre battaglioni.
- SS-Panzer-Ausb.u.Ers.Rgt Holzer, comandato dall'Obersturmführer Friedrich Holzer, su cinque battaglioni.
- Schwere Panzer Abteilung 507

## Comandanti
- Obersturmbannführer Hans Stern